# Sensore a infrarossi passivo
Un sensore ad infrarossi passivo (PIR sensor, acronimo di Passive InfraRed) è un sensore elettronico che rileva la radiazione infrarossa (IR) irradiata dagli oggetti nel suo campo visivo. Questi sensori sono molto usati come rilevatori di movimento.

## Principi di funzionamento
Tutti gli oggetti con temperatura superiore allo zero assoluto emettono energia sotto forma di radiazioni luminose. La maggior parte delle volte queste radiazioni sono invisibili all'occhio umano, poiché a frequenza inferiore a quella della luce dello spettro visibile, ma possono essere rilevate tramite specifici dispositivi elettronici progettati a tal scopo.
Il termine passivo si riferisce al fatto che i PIR non emettono energia in nessuna forma ma lavorano esclusivamente rilevando l'energia sprigionata dagli oggetti.

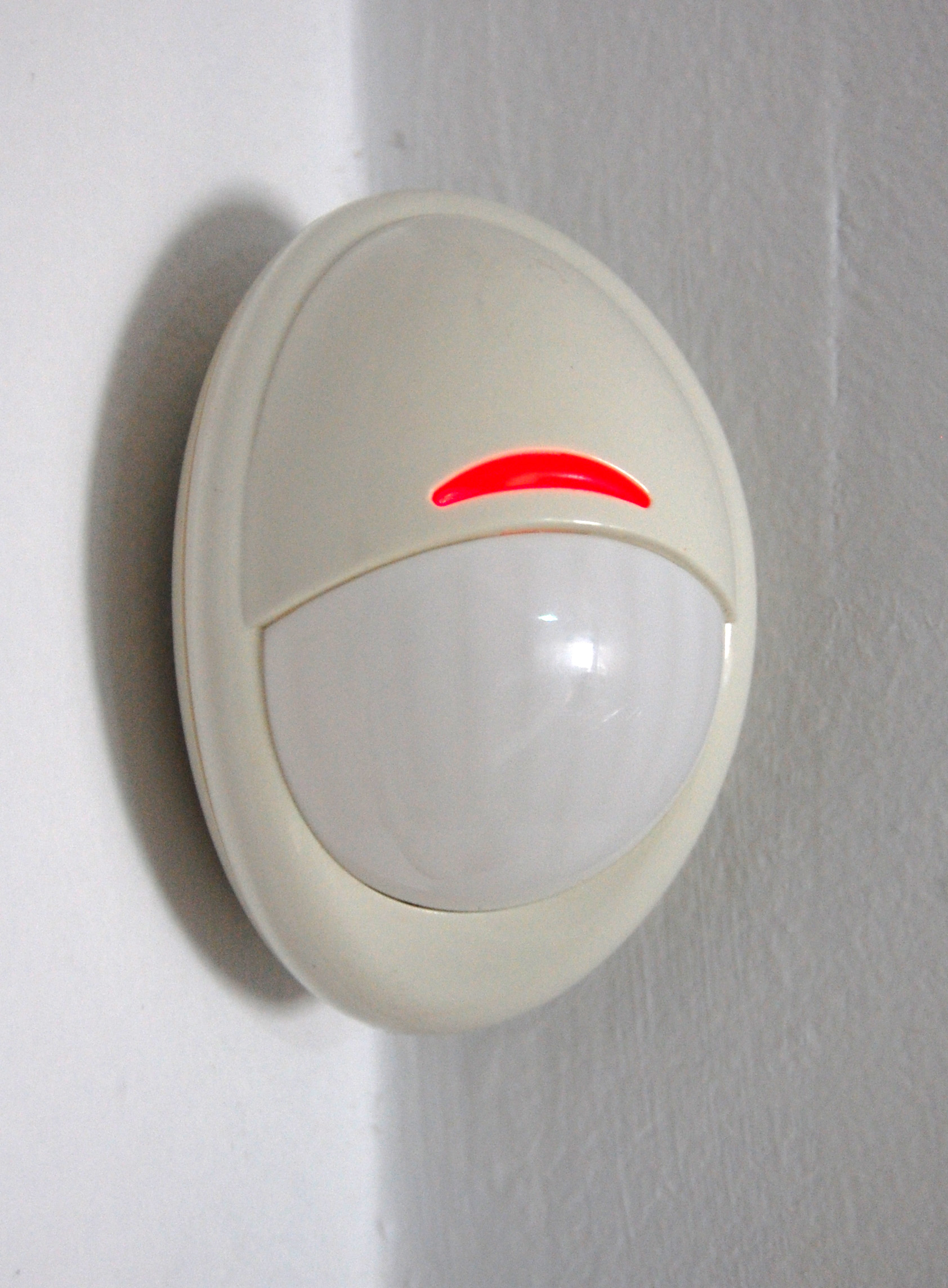
Sensore a infrarossi passivo. La luce rossa indica che è stato rilevato un movimento.

## Costruzione
Le radiazioni infrarosse vengono acquisite tramite la parte frontale del sensore, chiamata 'faccia del sensore'. All'interno di un PIR è presente un sensore o una serie di sensori, fatti con materiali piroelettrici - materiali che generano energia se esposti a calore. Solitamente, tali sensori interni sono grandi approssimativamente 40 mm2 ed hanno la forma di piastrine sottilissime. I materiali comunemente usati nei sensori PIR includono nitruro di Gallio (GaN), nitrato di Cesio (CsNO3) e polivinilfluoruro. Il sensore è spesso fabbricato come parte di un circuito integrato.

## Rilevatori di movimento basati sui PIR
Un rilevatore di movimento che implementa i PIR, è usato per rilevare il movimento di persone, animali, o altri oggetti. Sono spesso usati in antifurti e sistemi di illuminazione automatizzati. Sono comunemente chiamati "PIR" o, qualche volta, "PID", acronimo di 'Passive Infrared Detector'.

### Funzionamento
In pratica, un sensore PIR non rileva autonomamente un movimento; tuttavia, rileva repentine variazioni di temperatura che modificano lo stato che il PIR aveva "memorizzato come normale". Quando qualcosa o qualcuno passa di fronte a uno sfondo, ad esempio un muro, precedentemente "fotografato" dal PIR come stato normale, la temperatura in quel punto si innalza repentinamente, passando dalla temperatura della stanza a quella del corpo. Questo rapido cambiamento attiva il rilevamento. Lo spostamento di oggetti di temperatura identica rispetto allo sfondo, naturalmente, non viene rilevato.
I PIR possono possedere più sensori al loro interno così che, con le appropriate aggiunte elettroniche, si possa ricavare, dal rilevamento sequenziale dei sensori, la direzione del movimento. In tal modo si riducono falsi allarmi o semplicemente per raccogliere informazioni su direzioni di movimento di un apparato di monitoraggio.
I PIR sono disponibili in molte configurazioni per una gran varietà di applicazioni diverse. I più comuni sono quelli che implementano le cosiddette lenti di Fresnel, o lenti a specchio, con un range di rilevamento di 10-12 metri al massimo e un campo visivo che può arrivare a 300 gradi. Esistono anche modelli con un angolo di 360 gradi che vengono solitamente applicati al soffitto. Alcuni PIR, più grandi, sono in grado di rilevare variazioni di temperatura fino a circa 30 metri. Altri PIR sono stati progettati con sensori schermabili al fine di modellare il campo di rilevamento.

### Rilevamento differenziale
Alcuni PIR vengono costruiti con coppie di sensori collegati in ingresso ad amplificatori differenziali. Ciò consente al dispositivo di resistere a false indicazioni di cambiamento dovute al rilevamento di istantanei lampi di luce o alla larghezza del campo. Inoltre, così vengono minimizzati i disturbi agenti sul dispositivo, derivanti da campi elettrici vicini.

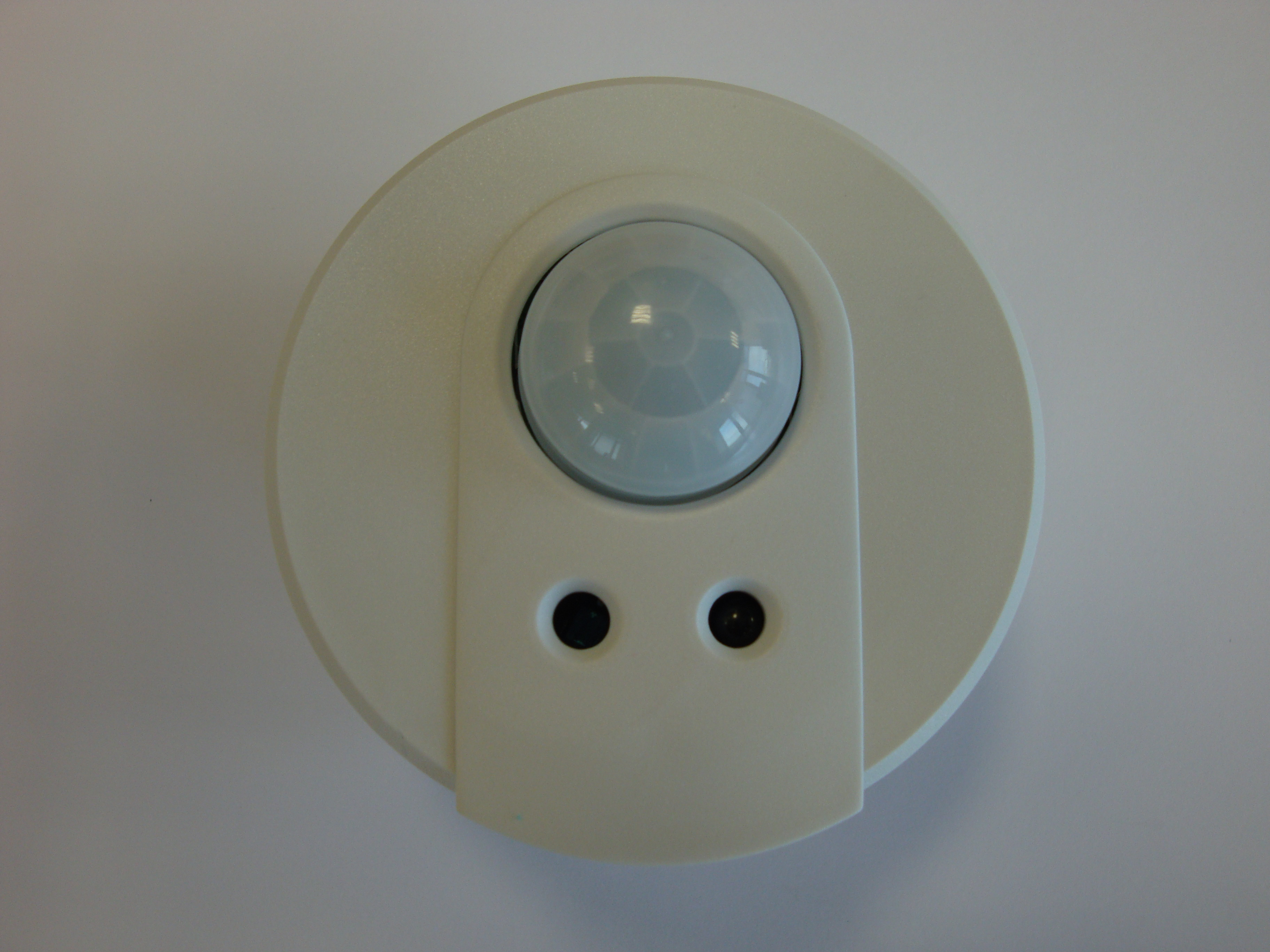
Sensore di movimento a 360º

### Progettazione
Il sensore PIR è tipicamente montato su un circuito stampato con l'elettronica necessaria ad interpretare i segnali dal sensore stesso. Il gruppo completo è contenuto all'interno di un involucro, montato in una posizione dalla quale il sensore può coprire un'area da monitorare.
 Gli involucri sono solitamente finestre di plastica attraverso le quali la radiazione infrarossa può entrare. Nonostante sia di materiale traslucido alla luce visibile, la radiazione infrarossa è in grado di raggiungere il sensore perché il materiale plastico utilizzato è trasparente alla radiazione infrarossa. La finestra di plastica riduce la possibilità che corpi estranei (polvere, insetti, ecc) oscurino il campo di vista del sensore, danneggino il meccanismo e/o causino falsi allarmi. La finestra può essere utilizzata come filtro per limitare le lunghezze d'onda di 8-14 micrometri, che è più vicina alla radiazione infrarossa emessa dal corpo umano. Essa può anche servire come un meccanismo di messa a fuoco.

### Applicazioni antifurto
Quando usato come parte di un antifurto, viene tipicamente implementata l'elettronica del PIR atta a controllare un piccolo relè. Il sistema di solito è progettato in modo tale che, se non viene rilevato il movimento, il contatto del relè è chiuso. Se viene rilevato un movimento, il relè si apre, facendo scattare l'allarme. In tal modo, nel caso il sensore venga manomesso o il cavo di collegamento tagliato, la centrale rileverà il circuito aperto e attiverà la sirena.

#### Posizionamento
I produttori consigliano un attento posizionamento dei loro prodotti per evitare falsi allarmi (rilevazioni non causate da un intruso).
Essi suggeriscono un montaggio dei PIR in modo tale che non abbiano la possibilità di rilevare movimenti al di fuori della zona che si vuole monitorare: ad esempio, fuori da una finestra. Sebbene la lunghezza d'onda della radiazione infrarossa a cui i chip sono sensibili non penetri facilmente il vetro, una forte sorgente infrarossa (ad esempio la luce solare) può sovraccaricare il sensore e causare un falso allarme. 
Raccomandano, inoltre che non si collochi il PIR in posizione prossima a un sistema di riscaldamento (condizionatore): anche se l'aria ha un'emissione di infrarossi molto bassa, l'aria che soffia sull'involucro di plastica del PIR potrebbe cambiare la temperatura dello stesso fino far scattare un falso allarme.

### Galleria d'immagini

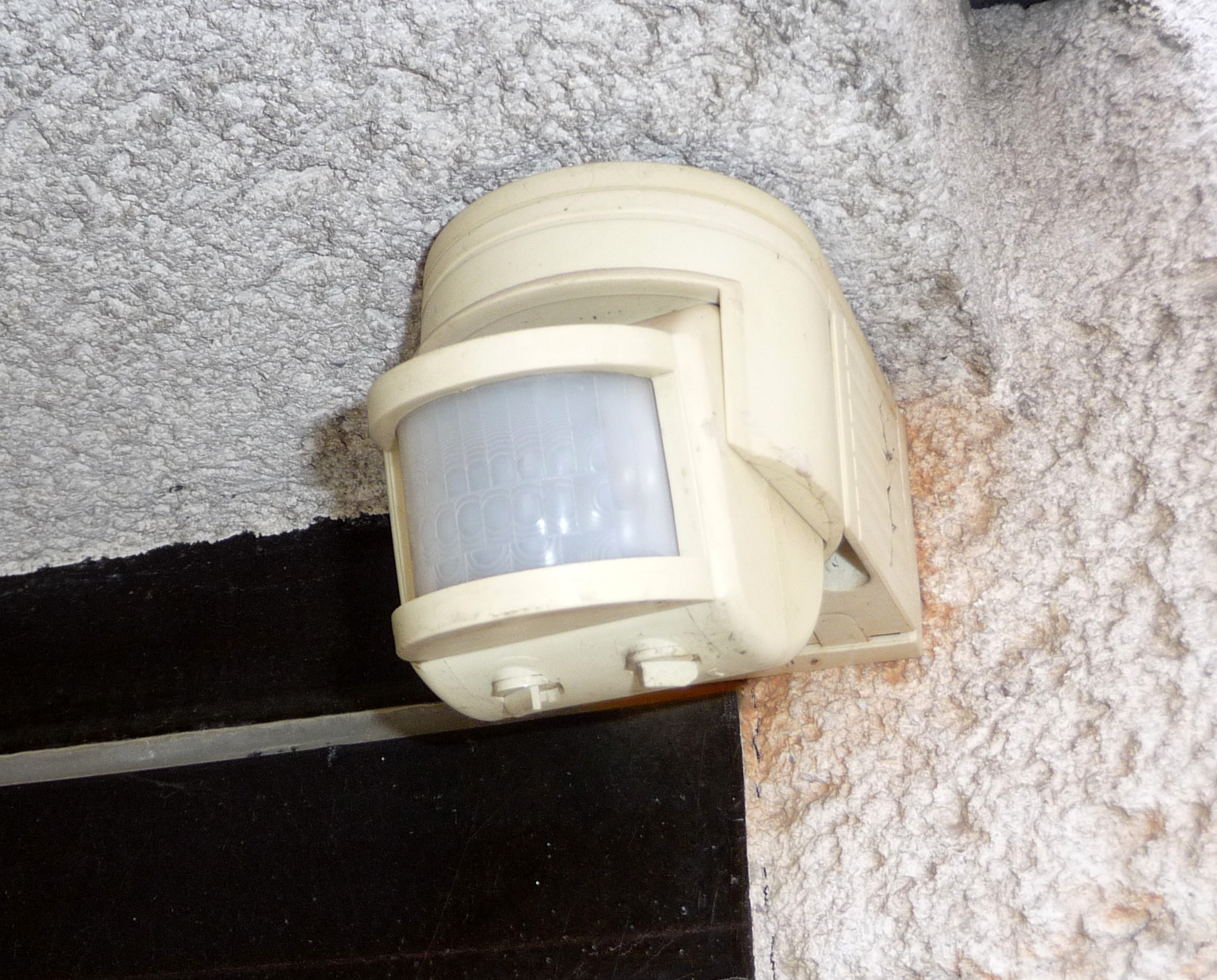
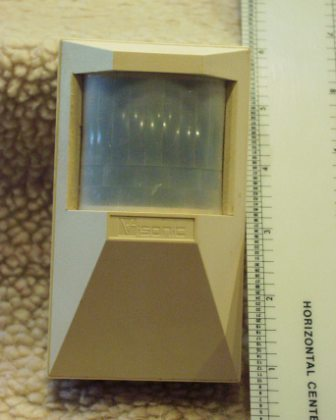
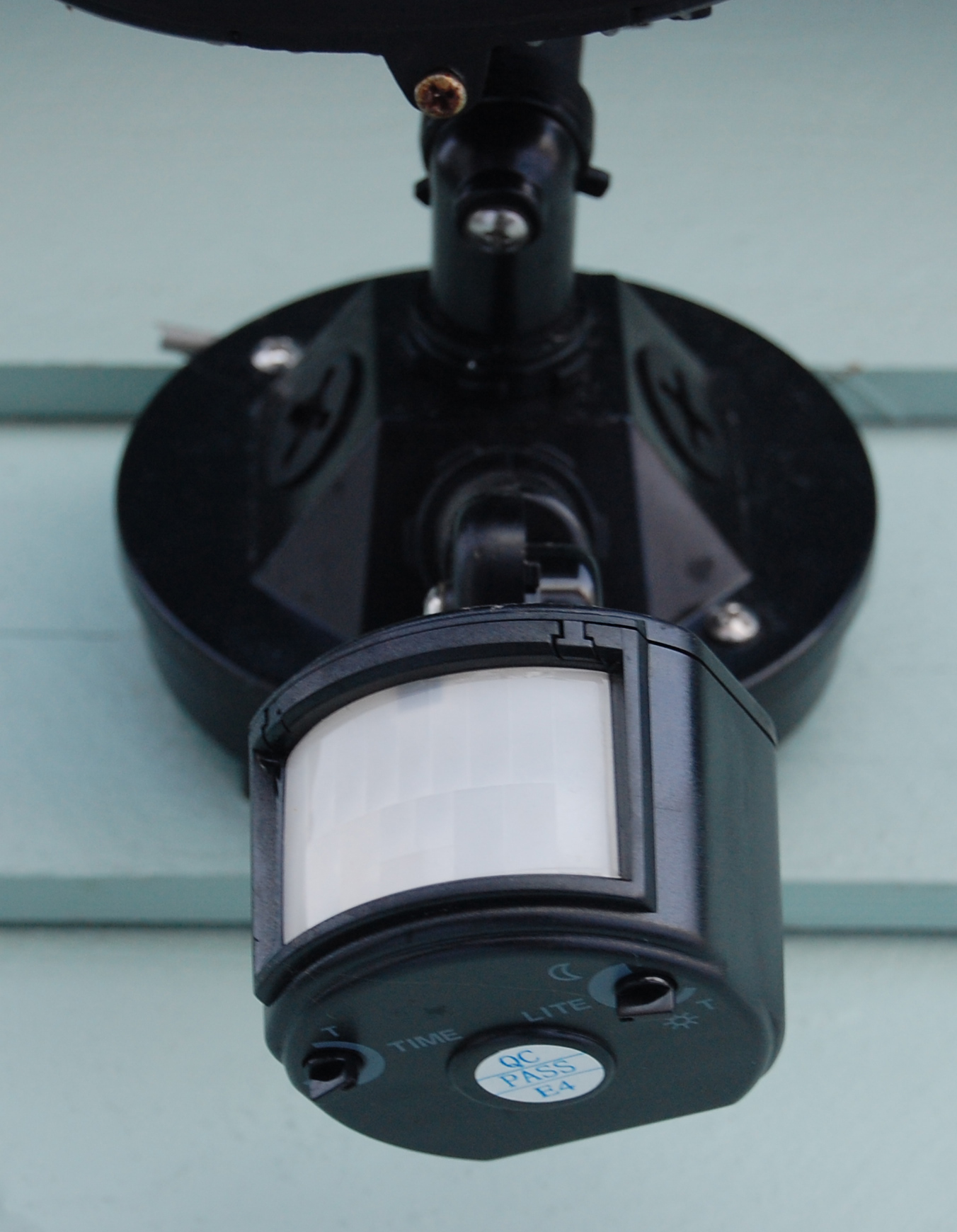
Sensore dotato di due potenziometri che servono per regolare la sensibilità del sensore e la durata di accensione di una luce
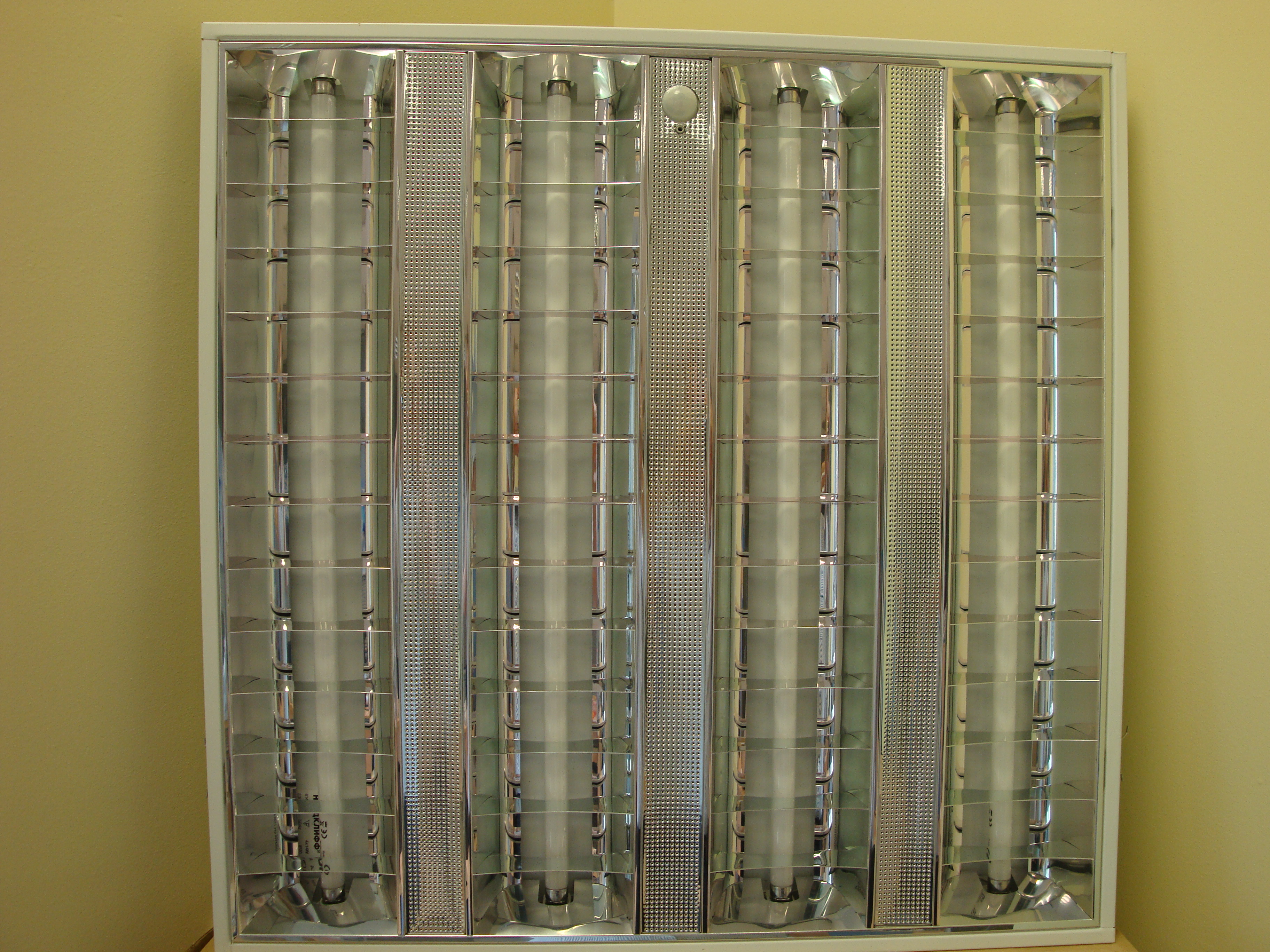
Plafoniera per lampade fluorescenti dotata di sensore di movimento (il sensore si trova in alto al centro di questa)

## Tele-termometri basati sui PIR
Sono stati implementati dei circuiti in cui i PIR misurano la temperatura di un oggetto da remoto. Con questo mezzo, misure di temperatura relativamente accurate e precise possono essere ottenute da remoto. Un dispositivo PIR è, però, in grado di misurare le variazioni di emissione IR che corrispondono direttamente alle variazioni di temperatura, ma i valori di temperatura non possono essere calcolati se non valutando i risultati tramite una specifica taratura relativa allo spettro IR del materiale osservato.